# Sabesp
Sabesp est une entreprise brésilienne spécialisée dans le transport des eaux et le traitement des eaux usées, et faisant partie de l'indice Bovespa, le principal indice boursier de la bourse de São Paulo.

## Historique
Les principaux actionnaires privés sont des fonds de pension et les grandes banques d’investissements brésiliennes.
Différentes études soulignent la responsabilité de l'entreprise dans la crise d’approvisionnement en eau de São Paulo en 2014. « Ils [les actionnaires de l'entreprise]  portent une vision purement financière, en conséquence de laquelle la Sabesp ne réalise que les interventions les plus simples sur le réseau, et laisse de côté les opérations plus complexes, qui coûtent plus cher ».